# Herbert Reinecker
Pour les articles homonymes, voir Reinecker.
Herbert Reinecker (né le 24 décembre 1914 à Hagen, en Westphalie, en Allemagne, et mort le 27 janvier 2007 à Berg, en Haute-Bavière, en Allemagne, est un écrivain, journaliste et prolifique scénariste allemand.
Son engagement précoce et fervent dans le nazisme en tant que propagandiste, imprégnera après la guerre, son œuvre d'une réflexion sur le bien et le mal. Herbert Reinecker n'a cessé d'écrire tout au long de sa vie tant des romans, des œuvres destinées à la jeunesse que des scénarios pour le cinéma. Il a parfois écrit sous le pseudonyme de Alex Berg et Herbert Dührkopp.
Dès 1950, il est un scénariste recherché, reconnu et récompensé. Ses plus grands succès à la télévision sont Der Kommissar  et Derrick.

## Biographie

### Origine et famille
Herbert Reinecker est le fils d'un contrôleur de la Deutsche Reichsbahn.

### Études
Il fréquente l'école primaire protestante et le lycée de Hagen. À l'âge de 15 ans, il travaille comme pigiste pour le Hagener Zeitung, pour laquelle il a écrit des articles de fond.

### Jeunesses hitlériennes
Selon Thomas Munoz, l'adolescence de Reinecker est "marquée par deux amours : l'écriture et le national-socialisme". Juste après son baccalauréat, il entre dans les jeunesse hitlériennes en 1934. Il devient en 1934 rédacteur en chef de Jungvolk-Zeitschrift, un mensuel berlinois destiné à propager l'idéologie nazie dans la jeunesse. En 1938, il devient rédacteur du "Pimpf", une revue destinée à la jeunesse hitlérienne. En 1939, il publie «Der Mann der Geige» (L’homme au violon), un roman historique qui remporte un tel succès que Goebbels le prend sous son aile. Ce roman est adapté au cinéma sous le titre "«Ich warte auf dich" (Je t'attends). Reinecker ne cessera au long de sa carrière littéraire d'être extrêmement prolifique.

### Seconde Guerre mondiale
En 1940, il entre dans la SS et participe à la campagne de Russie.
Durant la Seconde Guerre mondiale, Herbert Reinecker participa en tant que rédacteur à des revues nazies telles que Jungvolk à la glorification des actions de l'armée allemande en tant que SS Kriegsberichter (correspondant de guerre SS) couvrant les campagnes militaires. Il fit des articles remarqués sur divers groupements militaires de la Waffen SS (comme sur l' "as" des blindés Michael Wittmann par exemple). Il écrivit aussi divers ouvrages de propagande et les scénarios de plusieurs films. Parmi ces œuvres littéraires de cette période on peut citer "Das Dorf bei Odessa" (Le village près d'Odessa) en 1942 (la pièce de théâtre qui en est tirée sera interdite après la guerre). Après avoir publié un dernier article pour la revue SS Das Schwarze Korps un mois avant la capitulation, il s'enfuit un peu avant la fin de la guerre en Autriche.

### L'après guerre
Après la guerre, il fait le silence sur son passé et devient scénariste. Il se fait retirer son tatouage SS, ce qu'il niera lors d'un interview pour WDR-Radio. Entre 1945 et 1948, Reinecker est persona non grata du fait de son engagement dans le national-socialisme qui lui vaut de voir ses candidatures comme journaliste refusées. C'est pour lui une période de dépression du fait de la prise de conscience de l'horreur à laquelle il avait participé. Selon Thomas Munoz, c'est un homme «déchiré de l'intérieur, qui ne s'est jamais remis de son rôle dans le national-socialisme. Tout ce qu'il a fait et écrit depuis le nazisme s'en ressent profondément. Son œuvre est fondée sur la lutte contre le chaos, ce qui est source de chaos, sur le sentiment que chacun est un meurtrier en puissance. La suite de son œuvre restera marquée par le questionnement « pourquoi faisons-nous ce que nous faisons et comment le justifions-nous ». Cela est parfaitement illustré par sa série Der Kommissar et plus encore par Inspecteur Derrick (1974-1998). Il est par ailleurs le créateur de la série télévisée Siska.
Plusieurs de ses œuvres sont mises à l'index par les autorités de la RDA et de la RFA. Durant cette période, la participation de Reinecker au Nazisme quoique notoire est rarement mentionnée dans les médias. Elle est parfois regardée comme un "péché de jeunesse", lui-même insistant sur le fait qu'il était impossible à cette époque pour un allemand normal de comprendre la vraie nature du nazisme.

### Vie privée
En 1937 il épouse sa première femme dont il aura une fille (1941) et un garçon (1944) et dont il divorcera en 1954. Il se remarie en 1959.
Il aimait faire de la voile, jouer au golf et voyager. Sur la fin de sa vie, une maladie oculaire l'oblige à dicter ses œuvres.

## Œuvres littéraires
- Jugend in Waffen (Jeunesse en arme), coauteur (1934)
- Skier entscheiden, auteur (1936)
- Der Mann mit Geige (L'homme au violon), auteur (1939)
- Der Pimpf (Manuel des jeunesses hitlériennes), éditeur en chef (1943)
- Das Dorf bei Odessa (Le village près d'Odessa), auteur (1942)
- Junge Adler (Jeune aigle), auteur (1944)
- Taiga, auteur (1959)

## Filmographie
- 1939 : Der Mann mit dem Plan
- 1944 : Les Aiglons (Junge Adler)
- 1952 : Vater braucht eine Frau
- 1953 : Weg in die Freiheit
- 1953 : Ich und Du
- 1954 : L'Amiral Canaris (Canaris)
- 1954 : L'Été et les amours (Verliebte Leute)
- 1955 : Des enfants, des mères et un général (Kinder, Mütter und ein General)
- 1955 : Der Himmel ist nie ausverkauft
- 1956 : Kitty, une sacrée conférence (Kitty und die große Welt) d'Alfred Weidenmann
- 1956 : Anastasia, la dernière fille du tsar
- 1956 : La Famille Trapp (Die Trapp-Familie)
- 1956 : L'Espion de la dernière chance (Spion für Deutschland)
- 1957 : Der Stern von Afrika
- 1957 : Banktresor 713
- 1957 : Le Renard de Paris (Der Fuchs von Paris)
- 1957 : El Hakim
- 1958 : Face à la mort (Solange das Herz schlägt)
- 1958 : Mademoiselle Scampolo (Scampolo)
- 1958 : Taïga (en)
- 1959 : Dorothea, La fille du pasteur
- 1959 : Liebe auf krummen Beinen
- 1959 : Pris au piège (en) (Menschen im Netz)
- 1960 : Rififi à Berlin (Bumerang)
- 1960 : Eine Frau fürs ganze Leben (en)
- 1960 : Les Eaux saintes (An heiligen Wassern)
- 1961 : Die Stunde, die du glücklich bist
- 1963 : Der Mann aus England (TV)
- 1963 : Unterm Birnbaum (TV)
- 1963 : Das Unbrauchbare an Anna Winters (TV)
- 1963 : In einer fremden Stadt (TV)
- 1963 : Le Château Gripsholm (en) (Schloß Gripsholm)
- 1963 : Le Grand Jeu de l'amour (Das große Liebesspiel) d'Alfred Weidenmann
- 1963 : Le Dernier Alibi (Ein Alibi zerbricht)
- 1964 : Kennwort... Reiher
- 1964 : La Chevauchée vers Santa Cruz (Der Letzte Ritt nach Santa Cruz)
- 1964 : Le Défi du Maltais (Der Hexer)
- 1964 : Les Chercheurs d'or de l'Arkansas (Die Goldsucher von Arkansas)
- 1965 : DM-Killer
- 1965 : Du suif dans l'Orient-Express (Schüsse im Dreivierteltakt)
- 1965 : Neues vom Hexer
- 1965 : Belles d'un soir (Das Liebeskarussell)
- 1965 : Mordnacht in Manhattan
- 1966 : Ich suche einen Mann
- 1966 : Maigret fait mouche (Maigret und sein größter Fall)
- 1966 : Le Bossu de Londres (Der Bucklige von Soho)
- 1967 : Der Mörderclub von Brooklyn
- 1967 : La Main de l'épouvante (Die Blaue Hand)
- 1967 : Le Moine au fouet (Der Mönch mit der Peitsche)
- 1967 : Rheinsberg
- 1967 : Der Tod läuft hinterher (feuilleton TV)
- 1968 : Le Château des chiens hurlants (Der Hund von Blackwood Castle)
- 1968 : L'Homme à la Jaguar rouge (Der Tod im roten Jaguar)
- 1968 : Le Trésor de la vallée de la mort (Winnetou und Shatterhand im Tal der Toten)
- 1968 : Babeck (feuilleton TV)
- 1968–1976: Der Kommissar (série télévisée)
- 1970 : 11 Uhr 20 (feuilleton TV)
- 1970 : Unter den Dächern von St. Pauli (de)
- 1970 : Engel, die ihre Flügel verbrennen (de)
- 1973 : Une Chinoise aux nerfs d'acier
- 1973 : ...aber Jonny!
- 1973 : Eine Frau bleibt eine Frau (feuilleton TV)
- 1973–1997: Derrick (série télévisée)
- 1975 : Sebechlebski hudci
- 1978 : Die Ängste des Dr. Schenk (TV)
- 1978 : Kleine Geschichten mit großen Tieren (TV)
- 1978 : Unsere kleine Welt (TV)
- 1978 : ...von Herzen mit Schmerzen (TV)
- 1979 : ...es ist die Liebe (TV)
- 1979 : Nachbarn und andere nette Menschen (TV)
- 1980 : Der ganz normale Wahnsinn (feuilleton TV)
- 1980 : Knobbes Knoten (TV)
- 1980 : Die Alten kommen (TV)
- 1980 : Leute wie du und ich (TV)
- 1980 : Liebe bleibt nicht ohne Schmerzen (TV)
- 1981 : Das waren noch Zeiten - Kleine Geschichten von Kalke & Söhne (TV)
- 1982 : Urlaub am Meer (TV)
- 1982 : So oder so ist das Leben: Vier Begegnungen in einer Großstadt (TV)
- 1983 : Liebe hat ihre Zeit (TV)
- 1984 : Freundschaften (TV)
- 1985 : Der kleine Riese (TV)
- 1988 : Ein Denkmal wird erschossen (TV)
- 1996 : Gnadenlos - Zur Prostitution gezwungen (TV)